# Селини
Селини или Сели (на гръцки: Σελλοί) са древногръцките жители на Епир, обитавали областта между Додона – мястото на най-ранния известен оракул, и река Ахелой; Аристотел нарича региона древна Елада. Според Омир, те са свещеници на Зевс Додонски.

## Произход
Произходът им е неизвестен, но според Омир, те са пеласгийско племе.